# Divorce (téléfilm, 1973)
Pour plus de détails, voir Fiche technique et Distribution.
Divorce (Divorce His - Divorce Hers) est un téléfilm américano-britannique réalisé par Waris Hussein et diffusé en 1973.

## Fiche technique
- Titre : Divorce
- Titre original : Divorce His - Divorce Hers
- Réalisation : Waris Hussein
- Scénario : John Hopkins
- Musique : Stanley Myers
- Image : Gábor Pogány et Ernst Wild
- Montage : John Bloom
- Direction artistique : Roy Stannard
- Costumes : Dorothy Edwards et Edith Head (costumes : Elizabeth Taylor)
- Société de production : World Film Services
- Pays : États-Unis / Royaume-Uni
- Format : Couleur - 35 mm - 1,33:1 - Son : Mono (Western Electric Mirrophonic Recording)
- Genre : Drame
- Durée : 180 minutes
- Date de diffusion :  États-Unis : 6 février 1973

## Distribution
- Richard Burton (VF : Jean-Claude Michel) : Martin Reynolds
- Elizabeth Taylor (VF : Paule Emanuele) : Jane Reynolds
- Carrie Nye : Diana Proctor
- Barry Foster (VF : Francis Lax) : Donald Trenton
- Gabriele Ferzetti : Turi Livicci
- Daniela Surina : Franca
- Thomas Baptiste (VF : René Arrieu) : Ministre
- Ronald Radd (VF : Raymond Loyer) : Angus McIntyre
- Rudolph Walker : Kaduna
- Mark Colleano : Tommy Reynolds
- Rosalyn Landor : Peggy Reynolds
- Eva Griffith : Judith Reynolds
- Marietta Meade : Gina